# O’Cain Point
Der O’Cain Point (in Argentinien Punta Miró) ist eine Landspitze auf der Ostseite von Nelson Island im Archipel der Südlichen Shetlandinseln. Sie liegt 5 km nordwestlich des Duthoit Point.
Robbenjäger aus Stonington, die 1820 bis 1821 auf den Südlichen Shetlandinseln tätig waren, benutzten die Bezeichnung O’Cain Island für Nelson Island, doch diese setzte sich nicht durch. Namensgeber ist der US-amerikanische Robbenfänger O’Cain aus Boston unter Kapitän Jonothan Winship. Das UK Antarctic Place-Names Committee übertrug diese Benennung 1961 auf die hier beschriebene Landspitze. Namensgeber der argentinischen Benennung ist Juan Miró, ein Seemann auf der Korvette Uruguay von 1904 bis 1905.